# 路易斯·哈维尔·莫斯克拉
路易斯·哈维尔·莫斯克拉（西班牙語：Luis Javier Mosquera，1995年3月27日—），哥伦比亚男子举重运动员。他曾代表哥伦比亚参加2016年和2020年夏季奥林匹克运动会举重比赛，获得一枚银牌和一枚铜牌。